# Plantago polysperma
Plantago polysperma är en grobladsväxtart som beskrevs av Grigorij Silych Karelin och Kir.. Plantago polysperma ingår i släktet kämpar, och familjen grobladsväxter. Inga underarter finns listade i Catalogue of Life.